# Chiton aereus
Chiton aereus är en blötdjursart som beskrevs av Reeve 1847. Chiton aereus ingår i släktet Chiton och familjen Chitonidae. Inga underarter finns listade i Catalogue of Life.